# Джеймс Мак-Набб
Джеймс Мак-Набб (англ. James MacNabb, 26 грудня 1901 — 6 квітня 1990) — британський академічний веслувальник.
Олімпійський чемпіон 1924 року в складі розпашної четвірки без стернового.